# Euryparasitus taojiangensis
Euryparasitus taojiangensis är en spindeldjursart som beskrevs av Ma 1982. Euryparasitus taojiangensis ingår i släktet Euryparasitus och familjen Ologamasidae. Inga underarter finns listade i Catalogue of Life.